# 寺西厚史
寺西 厚史（てらにし あつし）は毎日放送元制作局長、テレビプロデューサー。

## 来歴・人物
京都大学卒業後、毎日放送に入社。MBSラジオの人気番組『MBSヤングタウン』のディレクターなどを経て、テレビ制作に携わる。2000年に公開された藤山直美主演映画『顔』の製作にも携わった。
その後は制作局次長、制作局長、制作局エグゼクティブを経て、子会社のMBS企画へ出向し取締役を務めた後、2016年12月をもって退職。
2017年7月現在は、大阪大学大学院に在籍している。

## 手がけた番組
- たかじんONE MAN（プロデューサー→チーフプロデューサー）
- おかえりワイド（プロデューサー）
- ちちんぷいぷい（チーフプロデューサー）
- 水野真紀の魔法のレストラン（制作(チーフプロデューサー)）
- JAL音舞台（制作(チーフプロデューサー)・2003年 - 2006年）
- サントリー1万人の第九（プロデューサー・2002年→制作(チーフプロデューサー)・2003年 - 2006年） ほか